# In Your Eyes (chanson de Niamh Kavanagh)
Pour les articles homonymes, voir In Your Eyes.
Chansons représentant l'Irlande au Concours Eurovision de la chanson
Why Me?
(1992) Rock 'n' Roll Kids
(1994)
Chansons ayant remporté le Concours Eurovision de la chanson
 Why Me?
(1992)  Rock 'n' Roll Kids
(1994)
In Your Eyes ("Dans tes yeux") est la chanson gagnante du Concours Eurovision de la chanson 1993, interprétée par la chanteuse irlandaise Niamh Kavanagh. C'est la 5e victoire de l'Irlande à l'Eurovision et la 2e consécutive.

## À l'Eurovision
Elle est intégralement interprétée en anglais, langue nationale, comme l'impose la règle entre 1976 et 1999.